# Молл, Джорджия
Джорджия Молл (итал. Giorgia Moll; род. 14 января 1938) — итальянская певица, актриса, телеведущая, модель.

## Биография
Начинала фотомоделью, выступала в телерекламе. Дебютировала в комедии Карло Лиццани «Развинченный» (1955). Снималась в Голливуде. Международную известность получила после исполнения роли вьетнамской девушки Фыонг в драме американского режиссёра Джозефа Манкевича «Тихий американец» (1958). Работала с известными итальянскими и французскими кинорежиссёрами: Луиджи Коменчини, Стено, Жаном-Люком Годаром, Дамиано Дамиани, Этторе Скола, Надин Трентиньян, Альберто Сорди.
В 1960-е годы стала известна и как эстрадная исполнительница песен. Выпустила несколько музыкальных альбомов. После ухода из мира кино в начале 1970-х годов увлеклась искусством фотографии. После длительного перерыва исполнила роль Джованни Сальвемини в комедии Альберто Сорди «Всех за решётку» (1984).

## Избранная фильмография
- 1958 — Тихий американец — Фыонг
- 1958 — Хаджи-Мурат — Белый Дьявол — княгиня Мария Воронцова
- 1963 — Презрение — Франческа Ванини
- 1966 — Непонятый / Incompreso (Vita col figlio) — мисс Джуди
- 1966 — Архидьявол / L’arcidiavolo — жена аристокрта
- 1967 — Пекинская блондинка — Джинни
- 1984 — Всех за решётку — Джованна Сальвемини